# Jodis accumulata
Jodis accumulata är en fjärilsart som beskrevs av Louis Beethoven Prout 1937. Jodis accumulata ingår i släktet Jodis och familjen mätare. Inga underarter finns listade i Catalogue of Life.